# Okapi

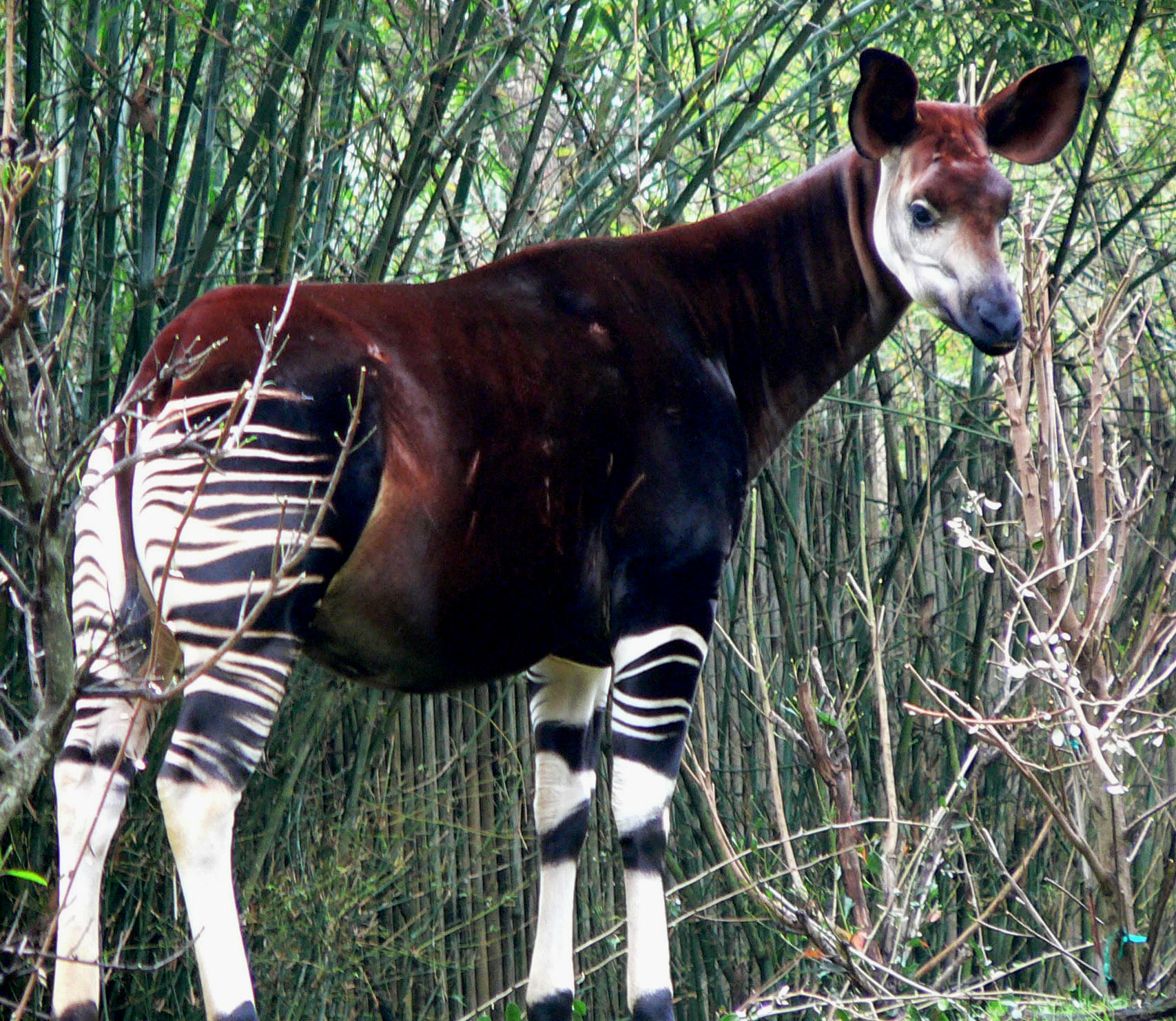
Okapi

Okapi (Okapia johnstoni - P.L. Sclater) este un mamifer rumegător paricopitat care trăiește în pădurile ecuatoriale din Africa, în special în pădurea Ituri, situată în nord-estul Republicii Democratice Congo. Datorită membrelor sale vărgate, s-a crezut că okapi sunt înrudite cu zebrele. În realitate, aceste animale se înrudesc cu girafele. Are o înălțime de 3 ori mai mică decât girafa. Astăzi, aproximativ 10.000-35.000 de exemplare trăiesc în sălbăticie.

## Etimologie
Numele generic Okapia provine din limba Lese,  iar numele specific (johnstoni) este o recunoaștere a exploratorului Harry Johnston, care a organizat expediția care a procurat pentru prima dată un specimen Okapi din pădurea Ituri din Republica Democrată Congo.
Numele de "okapi" este un compus din două cuvinte Lese, Oka, un verb ce înseamnă a tăia, și kpi, un substantiv ce se referă la desenul făcut pe săgețile Efe. Dungile pe picioarele acestor animale seamănă cu dungile de pe săgeți.

## Habitat
Okapi preferă altitudini de 500 până la 1.000 m, dar pot fi găsite și mai sus de 1000 m, în partea montană a pădurilor tropicale. Din cauza cantității considerabile de ploaie din aceste păduri, okapi au blana uleioasă, catifelată și impermeabilă.
Raspândirea acestor mamifere este limitată de păduri montane la est, mlaștini la sud-est, păduri mlăștinoase spre vest, savanele din Sahel/Sudan la nord, și păduri întinse la sud. Ele sunt cel mai des întâlnite în zonele  Wamba și Epulu din Africa Centrală.

## Înfățișare și comportament
Okapi au spatele roșu-închis, cu dungi albe orizontale pe partea din față și din spate a picioarelor, fapt ce le aseamănă cu zebrele, de la distanță. Aceste marcaje ajută puii să-și urmeze mamele prin pădurea tropicală densă și pot servi, de asemenea, în calitate de camuflaj.
Forma corpului este similară cu cea a girafei, însă okapi au gâturi mult mai scurte. Ca girafa, okapi are picioarele lungi și corpul robust. Ambele specii au limbi foarte lungi (aproximativ 35 cm), flexibile, pe care le folosesc pentru a culege frunze și muguri de copaci.
Limba lor este, de asemenea, suficient de lungă pentru ca animalul să-și curețe pleoapele și urechile. Această limbă lipicioasă este ascuțită și de culoare albastru-gri ca cea a girafei. Okapi de sex masculin au niște coarne scurte, numite ossicones, acoperite cu piele. Urechile lor mari le ajută să-l detecteze pe prădătorul lor, leopardul.
Okapi au 1.9 - 2.5 m în lungime (de la cap până la baza cozii) și  1,5-2,0 m în înălțime. Ele au cozi de 30-42 de cm lungime. Greutatea lor variază între 200–350 kg. Okapi sunt animale diurne, solitare (cu excepția mamelor cu pui), care se întâlnesc numai pentru reproducere.
Okapi culeg hrana din copaci și arbuști aflați de-a lungul cărărilor bătătorite din pădure. Teritoriul lor are câțiva km2 și, de obicei, apar la densități de circa 0,6 indivizi pe km2 (circa 1,5 animale pe m2). Nu sunt animale sociale, și preferă să trăiască în zone mari, izolate. Acest lucru a dus la probleme cu populația de okapi din cauza scăderii dimensiunii habitatelor lor. Această lipsă de teritoriu este cauzată de întrebuințarea terenurilor în scopuri agricole.
Okapi au mai multe metode de comunicare pe teritoriul lor, inclusiv glande la fiecare picior, care produc o substanță ca gudronul, precum și marcarea teritoriului prin urinare. Masculii sunt protectivi când vine vorba de teritoriul lor, dar permit femelelor să treacă prin teritoriul lor pentru a se hrăni.

## Nutriție
Okapi sunt animale ierbivore, hrănindu-se cu frunze și muguri de copaci, ierburi, ferigi, fructe și ciuperci. Multe dintre speciile de plante consumate de aceste mamifere sunt otrăvitoare pentru om.
Okapi consumă cărbune din copaci arși de fulger. Observații de teren indică că cerințele nutriționale de minerale și de sare sunt completate prin consumarea unui tip de argilă sulfuroasă, de culoare roșie, ușor sărată, găsită lângă râuri și pâraie.

## Istorie
Egiptenii antici știau de existența acestor animale, după cum sugerează o imagine sculptată descoperită în Egipt. Deși okapi a fost necunoscut Occidentului până în secolul XX, a fost înfățișat încă de la începutul secolului V î.Hr. pe fațada monumentului Apadana din Persepolis.
De ani de zile, europenii din Africa auziseră de un animal pe care îl numeau „unicornul african”. În jurnalul călătoriei sale în Congo, exploratorul Henry Morton Stanley a menționat un fel de măgar pe care nativii îl numeau atti. Oamenii de știință l-au identificat mai târziu ca fiind okapi.